# Архиепархия Сент-Пола и Миннеаполиса

Герб архиепархии Сент-Пола и Миннеаполиса

Архиепархия Сент-Пола и Миннеаполиса (лат. Archidioecesis Paulopolitana et Minneapolitana) — архиепархия Римско-Католической церкви с центром в городе Сент-Пол, штат Миннесота, США. Кафедральным собором архиепархии Сент-Пола и Миннеаполиса является Собор Святого Павла. В городе Миннеаполис находится сокафедральный Собор Пресвятой Девы Марии, который был возведён в ранг малой базилики Римским папой Пием XI в 1926.

## История
19 июля 1850 года Святой Престол учредил епархию Сент-Пола, выделив её из епархии Дубьюка и епархии Милуоки. 12 февраля 1875 года епархия Сент-Пола вошла в митрополию Дубьюка. В этот же день епархия Сент-Пола передала часть своей территории новому Апостольскому викариату Северной Миннесоты (сегодня — Епархия Сент-Клауда).
12 августа 1879 года епархия Сент-Пола передала часть своей территории новому Апостольскому викариату Дакоты (сегодня — Епархия Су-Фолса).
14 мая 1888 года епархия Сент-Пола была возведена в ранг архиепархии.
В следующие годы архиепархия Сент-Пола передала часть своей территории новым католическим церковным структурам:
- 26 ноября 1889 года — епархии Уиноны;
- 31 декабря 1909 года — епархии Крукстона;
- 18 ноября 1957 года — епархии Нью-Алма.

11 июля 1966 года архиепархия Сент-Пола была переименована в архиепархию Сент-Пола и Миннеаполиса.

## Митрополия Сент-Пола и Миннеаполиса

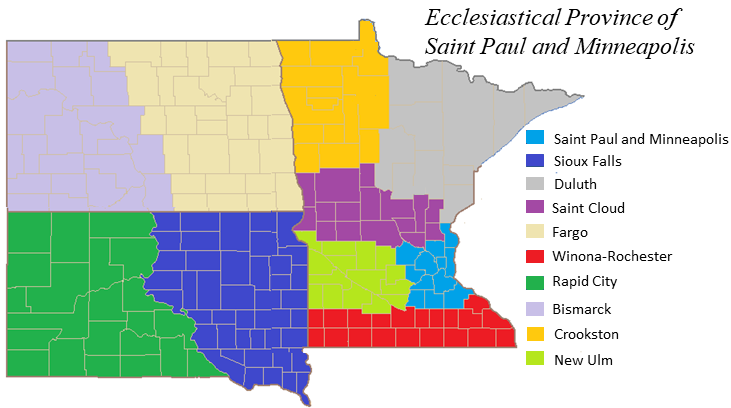
Митрополия Сент-Пола и Миннеаполиса

В митрополию Сент-Пола и Миннеаполиса входят епархии:
- Архиепархия Сент-Пола и Миннеаполиса;
- Бисмарка;
- Уиноны — Рочестера;
- Дулута;
- Крукстона;
- Нью-Алма;
- Рапид-Сити;
- Сент-Клауда;
- Су-Фолса;
- Фарго.

## Ординарии архиепархии
- епископ Жозеф Кретен[англ.] (23.07.1850 — 22.02.1857)
- епископ Томас Лэнгдон Грейс[англ.], O.P. (21.01.1859 — 31.07.1884)
- архиепископ Джон Айрленд[англ.] (31.07.1884 — 25.09.1918)
- архиепископ Дэниэль Остин Доулинг[англ.]  (31.01.1919 — 29.11.1930)
- архиепископ Джон Грегори Мюррей[англ.] (29.10.1931 — 11.10.1956)
- архиепископ Уильям Оттервелл Игнатиус Брэди[англ.] (11.10.1956 — 01.10.1961)
- архиепископ Лео Бинц[англ.] (16.12.1961 — 28.05.1975)
- архиепископ Джон Роберт Роуч[англ.] (28.05.1975 — 08.09.1995)
- архиепископ Гарри Джозеф Флинн[англ.] (08.09.1995 — 02.05.2008)
- архиепископ Джон Клейтон Нинштедт[англ.] (02.05.2008 — 15.06.2015)
- архиепископ Бернард Энтони Хебда[англ.] (с 24.03.2016)

## Источник
- Annuario Pontificio, Libreria Editrice Vaticana, Città del Vaticano, 2003, ISBN 88-209-7422-3.